# 헤움현

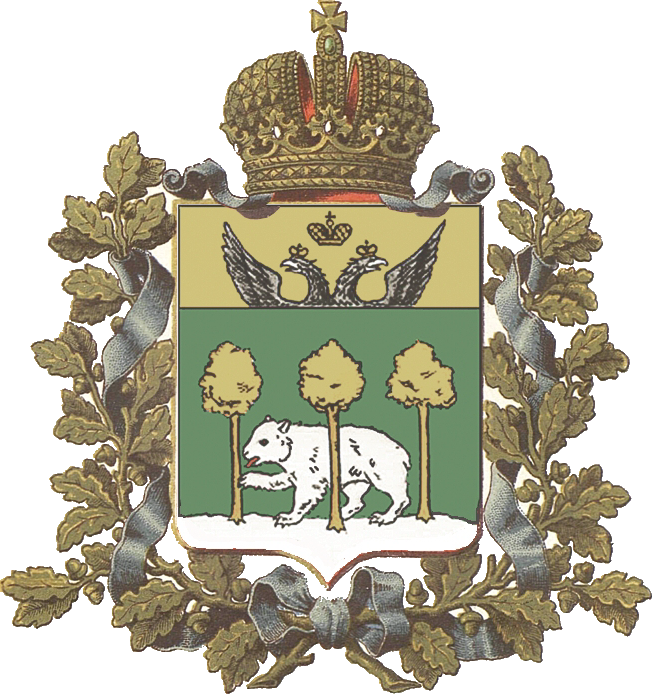
헤움현의 문장

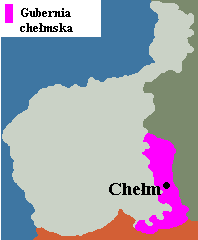
헤움현의 지도

헤움현(러시아어: Холмская Губерния, 폴란드어: Gubernia chełmska)은 1912년부터 1915년까지 존재했던 러시아 제국의 현으로 현도는 헤움이며 면적은 10,460km2, 인구는 760,000명이다. 1912년 폴란드 입헌왕국의 현이었던 루블린현, 시에들체현의 일부를 합병하여 신설되었으며 1915년 제1차 세계 대전에서 러시아군이 퇴각하면서 폐지되었다.